# Jézusomnak Szívén
A Jézusomnak szívén egyházi ének. Dallama a Cantus Catholiciből van, szövegét Harangi László írta.
Feldolgozás:
| Szerző        | Mire        | Mű                |
| ------------- | ----------- | ----------------- |
| Werner Alajos | egynemű kar | Jézusomnak Szívén |

## Kotta és dallam
| Jézusomnak Szívén megnyugodni jó, Elmerülni benned, csendes, tiszta tó. Földi bútól, bajtól Szíved enyhülést ad, Tenálad lelkünk megpihen, ki sírva sírt: vigad. | Jézusom szent Szívét lándzsa döfte át, Megnyitotta nékünk drága oldalát. Szent Szívébe rejtve törli minden bűnünk, A szenvedés ott nem sajog, őbenne örülünk. |

## Felvételek
- Jézusomnak szívén - Ünnepre: Halottak napja - H154. www.szolgalohittan.hu (Hozzáférés: 2017. február 8.) (audió) arch
- SzVU 154. YouTube (2011. január 1.)  (Hozzáférés: 2017. február 8.) (audió) orgona előjáték